# Жашковичівська сільська рада
Жашковичівська сільська рада — колишня адміністративно-територіальна одиниця та орган місцевого самоврядування у Іваничівському районі Волинської області з адміністративним центром у с. Жашковичі.
Припинила існування 27 грудня 2016 року через об'єднання до складу Павлівської сільської територіальної громади Волинської області. Натомість утворено Жашковичівський старостинський округ при Павлівській сільській громаді.

## Населені пункти
Сільській раді були підпорядковані населені пункти:
- с Жашковичі

## Населення
Згідно з переписом УРСР 1989 року чисельність наявного населення сільської ради становила 1628 осіб, з яких 750 чоловіків та 878 жінок.
За переписом населення України 2001 року в сільській раді мешкало 577 осіб.

### Мова
Розподіл населення за рідною мовою за даними перепису 2001 року:
| Мова       | Відсоток |
| ---------- | -------- |
| українська | 99,83 %  |
| білоруська | 0,17 %   |

## Склад ради
Рада складалася з 12 депутатів та голови.

## Керівний склад сільської ради
| ПІБ                         | Основні відомості                                                                     | Дата обрання | Дата звільнення |
| --------------------------- | ------------------------------------------------------------------------------------- | ------------ | --------------- |
| Редька Петро Іларіонович    | Сільський голова, 1966 року народження, освіта                                        | 26.03.2006   | 31.10.2010      |
| Власюк Галина Володимирівна | Сільський голова, 1961 року народження, освіта вища, член Української Народної Партії | 31.10.2010   |                 |

Примітка: таблиця складена за даними джерела